# Вихман (лунный кратер)
Кратер Вихман (лат. Wichmann) — маленький ударный кратер в южной части Океана Бурь на видимой стороне Луны. Название присвоено в честь немецкого астронома Морица Вихмана (1821—1859) и утверждено Международным астрономическим союзом в 1935 г.

## Описание кратера
Ближайшими соседями кратера являются кратер Флемстид на северо-западе, кратеры Норман и Эригон на юго-востоке, кратер Шееле на юге и останки кратера Летронн на юго-западе. На юго-западе от кратера Вихман находятся гряды Юинга, на севере останки сателлитного кратера Вихман R (см.ниже), часть вала которого выступает над поверхностью Океана Бурь. Селенографические координаты центра кратера 7°32′ ю. ш. 38°08′ з. д. / 7,54° ю. ш. 38,13° з. д., диаметр 9,8 км, глубина 1,97 км.
Кратер имеет чашеобразную форму и по морфологическим признакам относится к типу ALC (по наименованию типичного представителя этого типа — кратера Аль-Баттани C). Средняя высота вала кратера над окружающей местностью 370 м, объём кратера составляет приблизительно 40 км³. В кратере зарегистрированы термальные аномалии во время лунных затмений. Это явление объясняется небольшим возрастом кратера и отсутствием достаточного слоя реголита, оказывающего термоизолирующее действие. Явление характерно для большинства молодых кратеров. Кратер имеет яркость 7° по таблице яркостей Шрётера.
Кратер Вихман включён в список кратеров с яркой системой лучей Ассоциации лунной и планетарной астрономии (ALPO).

## Сателлитные кратеры
| Вихман | Координаты                                          | Диаметр, км |
| ------ | --------------------------------------------------- | ----------- |
| A      | 7°22′ ю. ш. 36°55′ з. д. / 7,37° ю. ш. 36,92° з. д. | 5,1         |
| B      | 7°08′ ю. ш. 39°13′ з. д. / 7,14° ю. ш. 39,22° з. д. | 4,4         |
| C      | 4°40′ ю. ш. 37°27′ з. д. / 4,67° ю. ш. 37,45° з. д. | 2,6         |
| D      | 5°25′ ю. ш. 36°07′ з. д. / 5,41° ю. ш. 36,12° з. д. | 2,7         |
| R      | 6°38′ ю. ш. 38°57′ з. д. / 6,64° ю. ш. 38,95° з. д. | 64,1        |

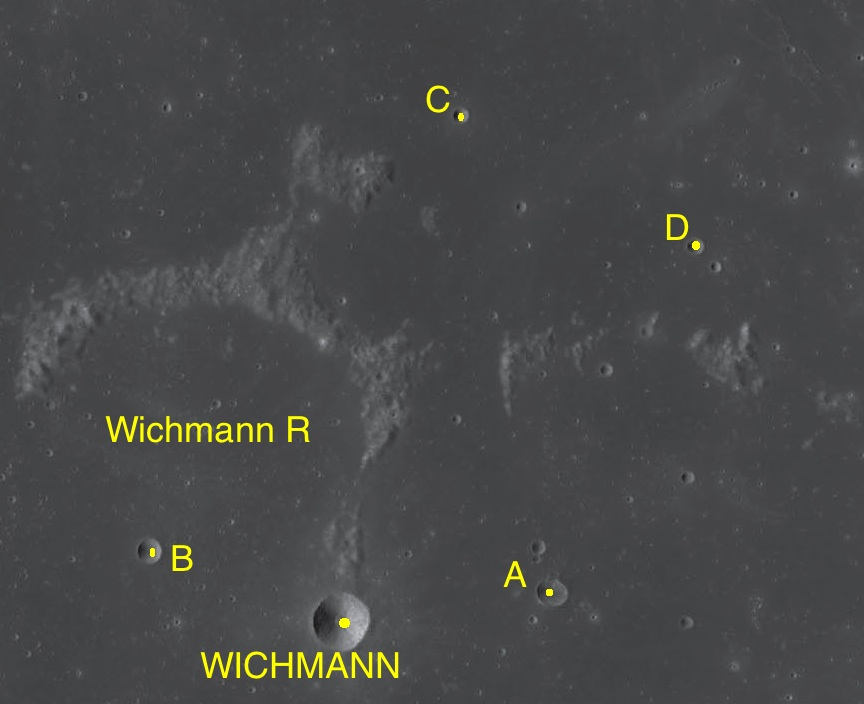
Фрагмент карты LAC-75.

- Образование сателлитного кратера Вихман R относится к донектарскому периоду[4].